# Флавий Клавдий Антоний
Флавий Клавдий Антоний (лат. Flavius Claudius Antonius) — римский государственный деятель второй половины IV века, консул 382 года. Занимал ряд гражданских должностей при западном дворе, известен также своей литературной деятельностью.

## Биография
О происхождении Антония нет точных сведений, но, по всей видимости, он был выходцем из испанских провинций. Он сделал долгую и успешную карьеру чиновника. В промежуток между 370 и 373 годом Антоний занимал должность магистра скриний — одного из секретарей императора Валентиниана I. Некоторые ученые ограничивают дату пребывания Антония на посту магистра скриний временем около 371 года. В рассматриваемый период времени Флавий Клавдий также был квестором священного дворца. В его задачи входило составление текстов посланий Валентиниана I, направляемых римским сенаторам. Авторы Prosopography of the Later Roman Empire считают, что Антоний занимал должность квестора священного дворца в интервал между 370 и 373 годом, то есть примерно тогда же, когда он был магистром скриний. Этот вывод делается из письма Квинта Аврелия Симмаха, отправленного Антонию до 374 года. Более конкретизировать представленные данные невозможно, но во всяком случае Антоний оставил свой пост до 375 года, когда место квестора священного дворца занял Авсоний.
Смерть Валентиниана I в 375 году привела к чистке бюрократического аппарата, проведенной по приказу его преемника Грациана. Антонию не только удалось избежать последствий этого мероприятия, но и подняться дальше по карьерной лестнице. В 376—377 годах Антоний занимал должность префекта претория Галлии. По одной из версий, он был назначен галльским префектом уже в 375 году. В период между 30 ноября 377 года и 21 января 378 года Антоний был переведен на пост префекта претория Италии.
Примерно в это время Антоний входил в состав сторонников Децима Магна Авсония и был одним из ключевых лиц в создании альянса между галльской и испанской аристократией с целью возвышения военачальника Феодосия в ранг императора. Антоний был ответственным за реализацию школьного закона Грациана от мая 376 года (субсидирование занятости грамматиков и риторов), а также указов, направленных на разграничение полномочий гражданской, военной и судебной сфер власти в галльской префектуре и укрепление власти викария диоцеза. В 382 году Флавий Клавдий был назначен ординарным консулом вместе с Флавием Афранием Сиагрием. По всей видимости, он был обязан этой должностью императору Феодосию, с которым состоял в родственных связях.
У Антония был брат (по другой версии, племянник) Марий, который в 70-х годах IV века занимал должность наместника одной из провинций диоцеза Сельской Италии. Авторы Prosopography of the Later Roman Empire полагают, что Флавия была также сестра по имени Мария, которая была замужем за братом Феодосия Гонорием.
Известно, что Антоний писал трагедии, не дошедшие до наших времен, и состоял в переписке с Квинтом Аврелием Симмахом, который высоко ценил его литературные достижения. Антоний же способствовал карьерному росту Симмаха. Кроме того, он обменивался письмами с Амвросием Медиоланском, с которым он, по-видимому, был в хороших отношениях. Антоний был христианином.